# Gmina Prażmów
Die Gmina Prażmów ist eine Landgemeinde im Powiat Piaseczyński der Woiwodschaft Masowien in Polen. Ihr Sitz ist das gleichnamige Dorf.

## Gliederung
Zur Landgemeinde Prażmów gehören folgende Ortschaften mit einem Schulzenamt:
Biały Ług
Bronisławów
Chosna
Dobrzenica-Błonie
Gabryelin
Jaroszowa Wola
Jeziórko
Kędzierówka
Kolonia Gościeńczyce
Koryta
Krępa
Krupia Wólka
Ludwików
Ławki
Łoś
Nowe Wągrodno
Nowy Prażmów
Piskórka
Prażmów
Ustanów
Uwieliny
Wągrodno
Wilcza Wólka
Wola Prażmowska
Wola Wągrodzka
Zadębie
Zawodne
Ein weiterer Ort der Gemeinde ist Kamionka.

## Verkehr
Auf Gemeindegebiet liegen die Halte Ustanówek, Czachówek Górny und Czachówek Południowy der Bahnstrecke Warszawa–Kraków sowie die ehemaligen Halte Prażmów und Czachówek Środkowy der Bahnstrecke Skierniewice–Łuków.